# National Sports Stadium (Simbabwe)
Das National Sports Stadium in der simbabwischen Hauptstadt Harare ist eine Mehrzweckarena, die 60.000 Zuschauern Platz bietet. Im Stadion werden überwiegend Fußballspiele ausgetragen, aber auch Rugby-Union-Begegnungen oder Konzerte finden dort statt. So wurde am 7. Oktober 1988 ein Benefiz-Konzert im Rahmen von Amnesty Internationals Human Rights Now! im Stadion gegeben. Bruce Springsteen & The E Street Band, Sting, Peter Gabriel, Tracy Chapman, Youssou N’Dour und Oliver „Tuku“ Mtukudzi traten dabei auf.